# Chip-Ball
Der Chip-Ball ist ein von Adidas, dem Fraunhofer-Institut für Integrierte Schaltungen in Erlangen und der Firma Cairos Technologies AG entwickelter Fußball mit einem integrierten ASIC-Chip und einem integrierten Transmitter für die Übersendung von Daten.

## Technologie
Der Chip ist in der Mitte des Balls aufgehängt und sendet beim Überqueren der Torauslinie Radiosignale in weniger als einer Sekunde  zu einem Empfänger am Handgelenk des Schiedsrichters.
Erste Tests fanden im Stadion in Nürnberg statt, wo zwölf Antennen in Lichtmasten und am Spielfeldrand in der Arena die Datenübermittlung übernahmen. Die Antennen waren über Lichtwellenleiter mit einem Linux-basierten Server verbunden, der die Auswertung der Daten vornahm.

## Historie
Bei der U-17-Fußball-Weltmeisterschaft 2005 in Peru wurde der Ball das erste Mal in einem Turnier getestet, jedoch nicht für die Schiedsrichterentscheidung eingesetzt. Die FIFA lehnte den Einsatz der Technologie über Jahre ab. Erst nach dem als „Revanche für Wembley“ bezeichneten, vom Schiedsrichter nicht gegebenen Tor der Nationalmannschaft Englands im Rahmen des Achtelfinals der FIFA Fußball-Weltmeisterschaft Südafrika 2010 gegen Deutschland am 27. Juni 2010 begann eine neue Diskussion bei der FIFA über den Einsatz technischer Hilfsmittel. Im Juli 2012 schließlich stimmte die FIFA der Einführung der Torlinientechnologie, also dem Einsatz von elektronischen Hilfsmitteln zur Tor-Feststellung, zu, jedoch konnte sich diese „Chip-Ball“-Lösung nicht durchsetzen und so fällt die Wahl zwischen den Systemen Hawk-Eye und GoalRef.